# Municipio de La Libertad
El municipio de La Libertad es un municipio del estado mexicano de Chiapas, que se ubica al norte de este, y cuya cabecera municipal es la localidad del mismo nombre. Se encuentra en la Llanura Costera del Golfo, predominando el terreno plano.
Limita al norte y al este con el estado de Tabasco, y al sur y al oeste con el municipio de Palenque.

## Geografía física

### Colindancias
|                 | Norte: Tabasco |               |
| Oeste: Palenque |                | Este: Tabasco |
|                 | Sur: Palenque  |               |

### Topografía
Está formado casi en su totalidad por zonas semiplanas, dado que el 90 % son zonas semiplanas y el 10 % zonas planas.

### Hidrografía
El río Chacamax y varios arroyos de caudal permanentes como el Chichil, el Juil, el Baño, Chuyipa, Chuyipaito, el Tecalate, Jijiapa, Arroyo Hondo, y también lagunas como las Saquilá, Chinchil, Santumpá y Chuyipá.

### Clima
El clima  es cálido húmedo, con abundantes lluvias en verano; la temperatura media anual es de 26 °C, y la precipitación pluvial de 2336 mm (milímetros) anuales.

### Flora
Selva baja. Su flora está compuesta por árboles de amate, caoba, cedro, ceiba, chicozapote, guarumbo, hule y jimba. 

### Fauna
En el municipio hay boa, caracol, iguana de ribera, tortuga plana, tortuga, cocodrilo, zopilote rey, armadillo, jabalí, mapache, murciélago, puerco espín, tamborcillo, tejón, nutria, tigrillo, tlacuache, cabrito y viejo de monte.

### Geomorfología
Constituido geológicamente por terrenos terciariomioceno y cuaternaria. Los tipos de suelo predominantes son: luvisol, acrisol y regosol; su uso es principalmente pecuario y agrícola.

### Tradiciones
Celebraciones en honor al Señor de Tila, Virgen de Guadalupe, Semana Santa, día de muertos, Navidad y año nuevo.

### Artesanías
Jarcería, alfarería y cerámica.

### Gastronomía
En el municipio se prepara y se consume tortuga en su sangre, pejelagarto asado e iguana entomatada, así como conservas de cítricos, dulce de papaya, dulce de calabaza, nanche curtido y bebidas como pozol agrio con sal y chile.

### Sitios de interés
Las lagunas de Saquila, Chincil. El río Chacamax, Chuyipa, donde se puede observar aves migratorias y realizar paseos en lanchas o cayucos.

## Localidades
En el censo de 2020 el municipio de La Libertad contaba con 68 localidades.
| Código INEGI      | Localidad         | Población (2020) |
| ----------------- | ----------------- | ---------------- |
| 070500001         | La Libertad       | 2 216            |
| Otras localidades | Otras localidades | 3 016            |
| Total municipal   | Total municipal   | 5 232            |